# 里利 (印地安納州漢考克縣)
里利（英語：Riley）是位於美國印地安納州漢考克縣的一個非建制地區。該地的面積和人口皆未知。